# Бугул-Ноз
Бугул-Ноз (буквально — «ночные пастухи» или «дети ночи») — в бретонских мифах ночные чудовищные создания, живущие в лесах Бретани. Иногда в легендах фигурирует только один дух — последний в своем роде. Легенды о них главным образом распространены в местности Ваннет, находящейся на территории современного департамента Морбиан; они упоминаются в легендах начиная как минимум с XVII века и, возможно, ведут своё происхождение от гораздо более древних созданий французского и бретонского фольклора, называемых «Appeleur» — «вызывающие».

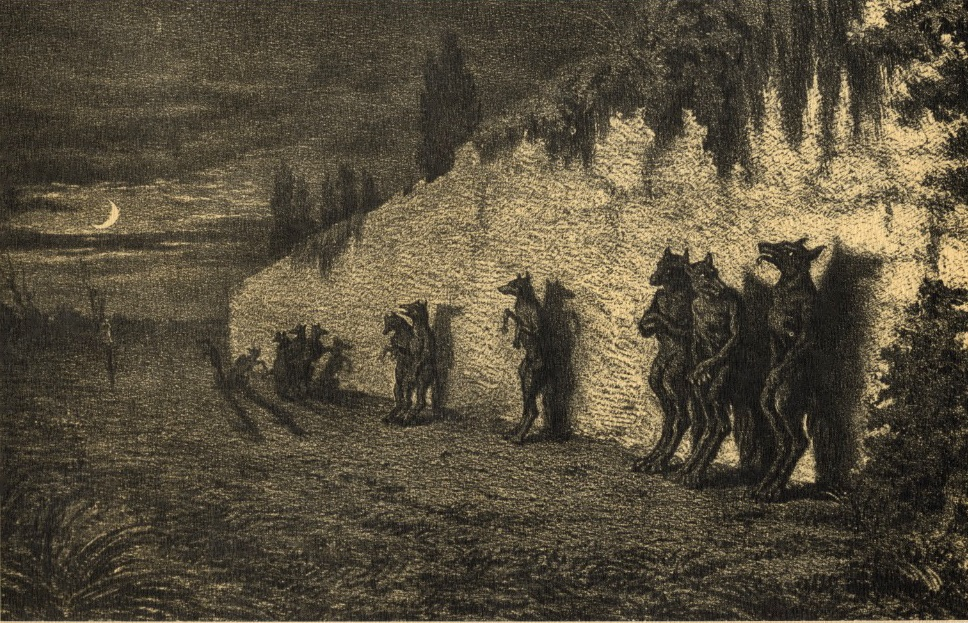
Собрание Бугул-Ноз, где они представлены подобными оборотням.

По легенде Бугул-Ноз похожи на человекоподобных прямоходящих волков (поэтому их нередко связывают с оборотнями, но иногда — с духами) и невероятно уродливы — этот факт приводит их к бедственному положению. Их внешность настолько ужасна, что даже лесные животные избегают их, и они иногда кричат, чтобы предупредить людей об их приближении, так как не хотят пугать их; также их крики должны были предупреждать задержавшихся пастухов о том, что пора отводить отары домой. Бугул-Ноз являются важным элементом бретонского фольклора, и в старину матери нередко пугали ими маленьких детей. На деле же Бугул-Ноз предстаёт во многих легендах как существо не злое (а иногда — на самом деле доброе и нежное), которое пугает только своим отвратительным обликом.